# Manuel Seoane
Manuel Seoane (Avellaneda, 19 de març de 1902 - Berazategui, 21 d'agost de 1975) fou un futbolista argentí de la dècada de 1920.

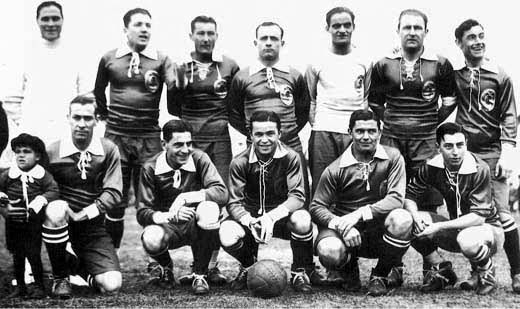
Seoane a l'equip que derrotà el FC Barcelona per 4-1 el 1928.

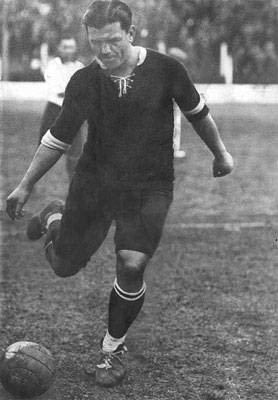
Seoane a Independiente.

A nivell destacà a les files de Club Atlético Independiente, essent el segon màxim golejador de tots els temps per darrer d'Arsenio Erico.
Amb la selecció argentina, jugà entre 1924 i 1929, participant a quatre Copes Amèrica (1924, 1925, 1927 i 1929).
Fou entrenador de la selecció argentina entre 1935 i 1937.

## Palmarès
Independiente
- Lliga argentina: 1922 AAmF, 1926 AAmF

Argentina
- Copa Amèrica de futbol: 1925, 1927, 1929